# 橋口亮輔
橋口 亮輔（はしぐち りょうすけ、1962年7月13日 - ）は、日本の映画監督、脚本家。長崎県出身。大阪芸術大学映像計画学科中退。

## 来歴
高校1年生の頃から自主制作で映画を撮り始める。大阪芸術大学中退後、1985年に映画監督・脚本家として活動を始める。
1986年『ヒュルル…1985』、1989年『夕辺の秘密』がぴあフィルムフェスティバルに入選。『夕辺の秘密』はPFFアワードグランプリを受賞するなど高く評価される。その後テレビ局でアシスタントディレクターの活動を経て、1992年にPFFスカラシップを得て映画撮影を再開。1993年に、第一回監督作となる第6回PFFスカラシップ作品『二十才の微熱』を発表。この頃、自身がゲイであることを公表する。
その後、1995年には『渚のシンドバッド』がロッテルダム国際映画祭でグランプリを受賞し、国内でも毎日映画コンクール最優秀脚本賞を受賞。2001年の『ハッシュ!』では第54回カンヌ国際映画祭において監督週間部門正式招待作品となり、高く評価された。その直後にうつ病を経験したと言われているが、完治後はその体験を生かし、2008年に『ぐるりのこと。』を手がけた。

## 発言
2024年、橋口から影響を受けていると公言している映画監督の奥山大史と対談した。その際、奥山から映画内で「痛み」を描くことの是非について質問された橋口は「『この痛みを知っている』と追体験することで、救われることがある」と話している。

## フィルモグラフィー

### 長編映画
- 二十才の微熱（1993年） - 監督・脚本・出演
- 渚のシンドバッド（1995年） - 監督・脚本・出演
- ハッシュ!（2001年） - 監督・脚本・原作
- ぐるりのこと。（2008年） - 監督・脚本・原作・編集
- 恋人たち（2015年） - 監督・脚本
- お母さんが一緒（2024年） - 監督・脚本

### 短編映画
- ヒュルル…1985（1985年） - 監督・脚本・出演
- 夕辺の秘密（1989年） - 監督・脚本・出演
- サンライズ・サンセット（2013年、『シネマ☆インパクト』の一編） - 監督・脚本・原作
- ゼンタイ 特別版（2013年、『+1 Vol. 4』の一編） - 監督
- ゼンタイ（2013年） - 監督・脚本・原案

### テレビ
- つげ義春ワールド（1998年、テレビ東京） - 出演
- 初情事まであと1時間（2021年、テレビ東京） - 監督・脚本

## 書籍
- 二十歳の微熱（小説、扶桑社　1994年）
- 僕は前からここにいた（エッセイ、扶桑社　1994年）
- 渚のシンドバッド（小説、扶桑社　1995年）
- 小説ハッシュ！（アーティストハウス  2002年）
- 無限の荒野で君と出会う日（エッセイ、エピデンスコーポレーション情報センター出版局  2004年）
- まっすぐ（エッセイ P-VINE、  2016年2月)[4]

## 受賞歴
- 『夕べの秘密』
  - PFFアワード グランプリ

- 『渚のシンドバッド』
  - ロッテルダム国際映画祭 グランプリ
  - トリノ国際ゲイ&レズビアン映画祭 グランプリ
  - 第50回毎日映画コンクール 脚本賞
  - キネマ旬報ベスト・テン キネマ旬報ベストテン 第10位

- 『ハッシュ!』
  - 第54回カンヌ国際映画祭 監督週間部門正式招待作品
  - 第75回キネマ旬報ベスト・テン 第2位
  - 第24回ヨコハマ映画祭 ベスト10 第1位、監督賞
  - 新藤兼人賞 金賞

- 『ぐるりのこと。』
  - 第32回山路ふみこ映画賞
  - 第33回報知映画賞 監督賞
  - 第31回ヨコハマ映画祭 ベスト10 第2位
  - 第82回キネマ旬報ベスト・テン 第2位
  - 第63回毎日映画コンクール 日本映画優秀賞、脚本賞[5]

- 『恋人たち』
  - 第89回キネマ旬報ベスト・テン 第1位、監督賞、脚本賞[6]
  - 第37回ヨコハマ映画祭 ベスト10 第2位、監督賞
  - 第30回高崎映画祭 最優秀監督賞
  - 第70回毎日映画コンクール 日本映画大賞
  - 第58回ブルーリボン賞 監督賞